# Cerkiew Pokrowska w Sutkowcach
Cerkiew Pokrowska w Sutkowcach – cerkiew obronna z XV wieku w Sutkowcach.

## Historia
Budynek wybudowano w 1467 roku. Przebudowano ją w XVI wieku oraz na początku XX wieku. 

## Architektura
Świątynia została wzniesiona z kamienia i cegły na wzgórzu na rzucie czworoliścia).  W centrum znajduje się wieża, otaczając ją cztery apsydy-baszty. Niewysoki parter był wykorzystywany do celów kultowych, natomiast piętro ma charakter obronny. Wewnątrz budynku znajduje się m.in. epitafium Iwana Bałabana.